# Chrysotus pallidipalpus
Espèce
Synonymes
- Chrysotus vugaris Van Duzee, 1933[1]
- Chrysotus elegans Parent, 1937[2]

Chrysotus pallidipalpus est une espèce de petites mouches prédatrices, à longues pattes de la famille des Dolichopodidae et de la sous-famille des Diaphorinae. Elle est trouvée à Hawaï.